# Ugo De Rossi
Ugo De Rossi (Roma, 1949) è un montatore italiano.

## Biografia
Si affaccia al mondo cinematografico come assistente di Pier Paolo Pasolini, collaborando negli anni con i principali registi italiani. Del 1982 è il suo primo lavoro personale.

## Filmografia

### Cinema
- Fuori stagione, regia di Luciano Manuzzi (1982)
- Arrivano i miei, regia di Nini Salerno (1983)
- Ginger e Fred, regia di Federico Fellini (1986)
- Sotto il ristorante cinese, regia di Bruno Bozzetto (1987)
- Maramao, regia di Giovanni Veronesi (1987)
- Topo Galileo, regia di Francesco Laudadio (1988)
- Treno di panna, regia di Andrea De Carlo (1988)
- Mortacci, regia di Sergio Citti (1989)
- Musica per vecchi animali, regia di Umberto Angelucci e Stefano Benni (1989)
- Sulle ali della follia, regia di Antonio Baiocco (1989)
- La riffa, regia di Francesco Laudadio (1991)
- Il lungo silenzio, regia di Margarethe von Trotta (1993)
- Teste rasate, regia di Claudio Fragasso (1993)
- Palermo Milano solo andata, regia di Claudio Fragasso (1995)
- La settima stanza, regia di Márta Mészáros (1996)
- I magi randagi, regia di Sergio Citti (1996)
- Mi fai un favore, regia di Giancarlo Scarchilli (1996)
- Cartoni animati, regia di Franco Citti e Sergio Citti (1997)
- Coppia omicida, regia di Claudio Fragasso (1998)
- Elvjs e Merilijn, regia di Armando Manni (1998)
- Passaggio per il paradiso, regia di Antonio Baiocco (1998)
- Viol@, regia di Donatella Maiorca (1998)
- Il signor Quindicipalle, regia di Francesco Nuti (1998)
- Volare!, regia di Vittorio De Sisti (1999)
- I fobici, regia di Giancarlo Scarchilli (1999)
- Terra bruciata, regia di Fabio Segatori (1999)
- Io amo Andrea, regia di Francesco Nuti (2000)
- Vipera, regia di Sergio Citti (2000)
- Incontri di primavera, regia di Anna Brasi (2000)
- Caruso, zero in condotta, regia di Francesco Nuti (2001)
- Se lo fai sono guai, regia di Michele Massimo Tarantini (2001)
- Joy - Scherzi di gioia, regia di Adriano Wajskol (2002)
- Fratella e sorello, regia di Sergio Citti (2004)
- Concorso di colpa, regia di Claudio Fragasso (2004)
- Salvatore - Questa è la vita, regia di Gian Paolo Cugno (2006)
- Scrivilo sui muri, regia di Giancarlo Scarchilli (2007)
- Milano Palermo - Il ritorno, regia di Claudio Fragasso (2007)
- Legami di sangue, regia di Paola Columba (2009)
- La bella società, regia di Gian Paolo Cugno (2010)
- Le ultime 56 ore, regia di Claudio Fragasso (2010)
- Una cella in due, regia di Nicola Barnaba (2011)
- Nessuno mi pettina bene come il vento, regia di Peter Del Monte (2014)
- I cantastorie, regia di Gian Paolo Cugno (2016)

### Televisione
- Zoom su Fellini (1984)
- Sogni e bisogni (1985)
- Il commissario Corso (1987-1991)
- Eurocops (1990-1993)
- Fine secolo (1999)
- Valeria medico legale (2002)
- Donna detective (2007)
- Solo per amore (2015)
- Alfredino - Una storia italiana (2021)

## Riconoscimenti
- Ciak d'oro
  - 1986 - Migliore montaggio per Ginger e Fred[2]